# 玉环市
玉环市是中华人民共和国浙江省的一个县级市，由台州市代管。地处浙江省东南沿海，长三角经济圈南翼，东临东海，南濒洞头洋与温州市相望，西隔乐清湾与乐清市相望，北与温岭市接壤。 市人民政府駐玉城街道东城路6号。
玉环岛古称地胏山、榴屿、玉瑠山，为避五代吴越王钱镠讳，据“晨雾绕岛，形状如环；上有流水，洁白如玉”景象改名玉环。市以岛而得名。地势北高南低，丘陵平原相间。境内岛屿林立，海礁棋布，全境由楚门—玉环半岛及鸡山、披山等55个岛屿组成。市域总面积为2279平方千米，其中陆域面积为378平方千米，海域面积1901平方千米。

## 历史沿革

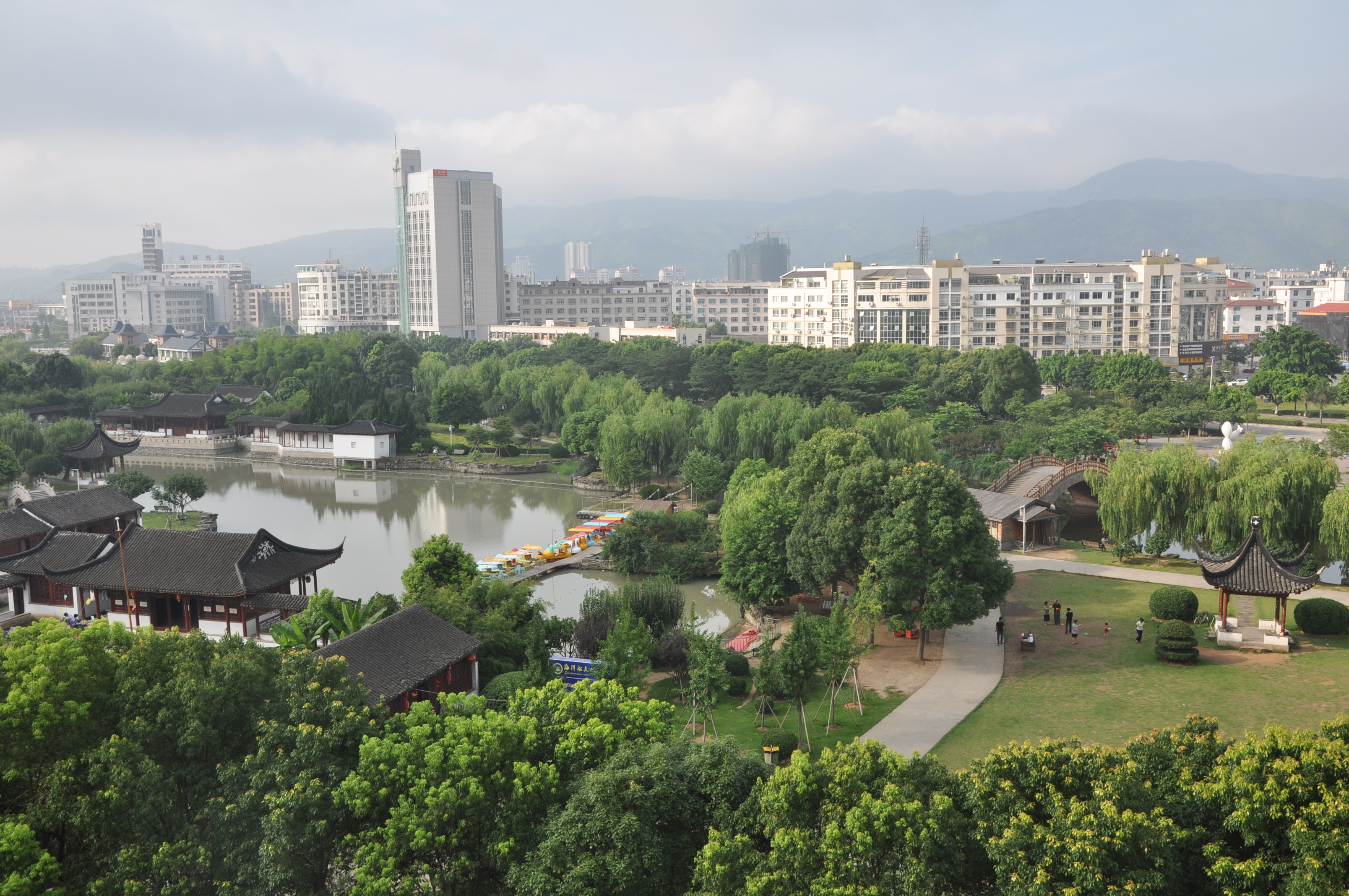
玉环公园。

夏、商、西周及春秋时期属瓯越地。战国时期先属越地，后归楚国。秦属閩中郡。西汉初属东瓯国，武帝建元年间属会稽郡，始元二年（前85）属扬州会稽郡回浦县。东汉永建四年（129）之前属扬州会稽郡章安县，其后至三国、西晋属扬州临海郡永宁县。东晋太宁元年（323）属永嘉郡永宁县，宁康二年（374）属永嘉郡乐成县。其后至南北朝、隋、唐、五代、宋、元、明初，随乐成县（五代后梁时改乐清县）并、设而变更。期间，唐会昌二年（842）前后在县境置玉瑠镇，北宋时期为乐清县玉环乡一部分。明洪武二十年（1387），因倭寇扰边，漩门港以南岛屿全部被迁弃；成化十二年（1476），乐清县山门、玉环2乡6都划归太平县（今温岭市），隶台州府，县境港北地区归太平县，港南地区被乐清、太平游民私种。清顺治十八年（1661），郑成功据厦门抗清，朝廷下令撤边海30里，玉环全境被迁弃。雍正六年（1728），设玉环厅为温州分府，政务直隶省。1912年，改厅为县，属温处道（1914年6月改为瓯海道）。1927年废道县制，直属省管。1932年建立行政督察区，属温州辖区。 
1949年4月设港南、楚门、温西3区。7月，温西区划归温岭县。9月，港南区分设城区、坎门2区。10月，设楚门、坎门、城区、三盘4区。1950年6月，从楚门区分设盐特区，全县调整为5区49乡镇。1952年8月，从城区划出陈岙、双峰、普竹、青屿、古城，从坎门区划出朝阳、古顺，建陈屿区。10月，三盘区分为洞头、大门2区。至年底，全县设7区79乡镇。1953年5月，洞头、大门2区19乡镇析出建洞头县。1956年2月，实行农业合作化，设环山、坎门、楚门3个直属镇，城南、青马、沙鳝、芦浦、里黄、鸡山6个直属乡，及楚门、陈屿2区所辖13个乡镇。12月，恢复坎门区。1957年4月，恢复西台、双龙2乡；10月，恢复古顺乡；12月，建和平、田马2乡，恢复城区，设4区27乡镇。1958年7月，洞头县建制撤销，属地重归玉环县。11月，以区为单位实现人民公社化，设楚门、玉城、坎门、陈屿、洞头、大门6个人民公社，下辖46个生产大队（后又称管理区）。 
1959年4月，玉环县建制撤销，洞头、大门2个人民公社划归温州，其余并入温岭县，仍属温州辖区；至7月底先后撤销双岭、长屿、民主、工交、鳝塘、九青、南北、枫水8个生产大队，建坎门、环山、城南、青马、沙鳝管理区。9月，环山、楚门、坎门、清港4个管理区恢复镇建制。1960年9月，陈屿公社撤销，并入玉城公社。1961年9月，撤销楚门、玉城、坎门3个人民公社，恢复区公所建制；10月将管理区（生产大队）改制升格为人民公社，同时将和平管理区并入坎门镇。 
1962年4月，玉环县建制恢复（不含洞头县地），属台州辖区。11月，玉城区撤销，环山、城南、青马、沙鳝4个公社改为直属公社，原陈屿区恢复。至1967年1月，设楚门、坎门、陈屿3区，楚门、坎门、环山3镇（环山为直属镇），清港、凡塘、龙岩、芳杜、桐丽、密溪、外塘、田马、干江、栈台、海山、芦浦、西台、双龙、里黄、鸡山、披山、陈屿、鲜叠、古城、普青、古顺、福山、城南、青马、沙鳝26个人民公社（原生产大队升格为人民公社，城南、青马、沙鳝为直属公社）。1977年恢复玉城区建制，辖原环山、城南、青马、沙鳝4个直属镇社。1980年1月，环山镇更名城关镇。1982年8月，城南公社更名环城公社。1983年10月至1984年4月，实行政社分设，恢复乡级建制。至1986年底，设楚门、玉城、坎门、陈屿4区，楚门、清港、沙门、城关、坎门、陈屿、鲜叠7镇，凡塘、芳杜、田马、密溪、龙岩、干江、栈台、芦浦、外塘、海山、青马、环城、沙鳝、西台、双龙、里黄、鸡山、披山、古顺、古城、普青、福山22乡。1987年3月，从鸡山乡析出洋屿岛建新洋乡。1991年3月，从楚门区析出外塘、凡塘、芳杜3乡和清港镇，建清港区。 
1992年4～5月实施撤区扩镇并乡，设城关、楚门、清港、干江、坎门、陈屿、鲜叠、沙门8镇和龙溪、鸡山、芦浦、海山4乡。1993年11月，省政府批准设立浙江省玉环大麦屿经济开发区。1994年7月，大麦屿经济开发区与陈屿镇合署办公。9月，芦浦撤乡建镇。2000年6月，撤销城关、坎门、陈屿3镇，建立珠港镇。2001年11月，撤销鲜叠镇，辖区并入陈屿办事处。全县设珠港、楚门、清港、芦浦、干江、沙门6镇和龙溪、鸡山、海山3乡。2009年8月，撤销珠港镇及其下设办事处，建立玉城、坎门、大麦屿3个街道。2013年9月，龙溪乡实现撤乡设镇。全县设玉城街道、坎门街道、大麦屿街道、楚门镇、清港镇、芦浦镇、干江镇、沙门镇、龙溪镇、鸡山乡、海山乡3街道6镇2乡。
2017年4月，玉环撤县设市。
现辖：
玉城街道、坎门街道、大麦屿街道、清港镇、楚门镇、干江镇、沙门镇、芦浦镇、龙溪镇、鸡山乡、海山乡和玉环经济开发区。

## 人口
至2022年初玉环常住人口为64.8万人，城镇化率72.9%。户籍人口，截止2021年11月30日，全市共有14.35万户，人口总数43.73万人，比上年增加174人。

## 自然环境

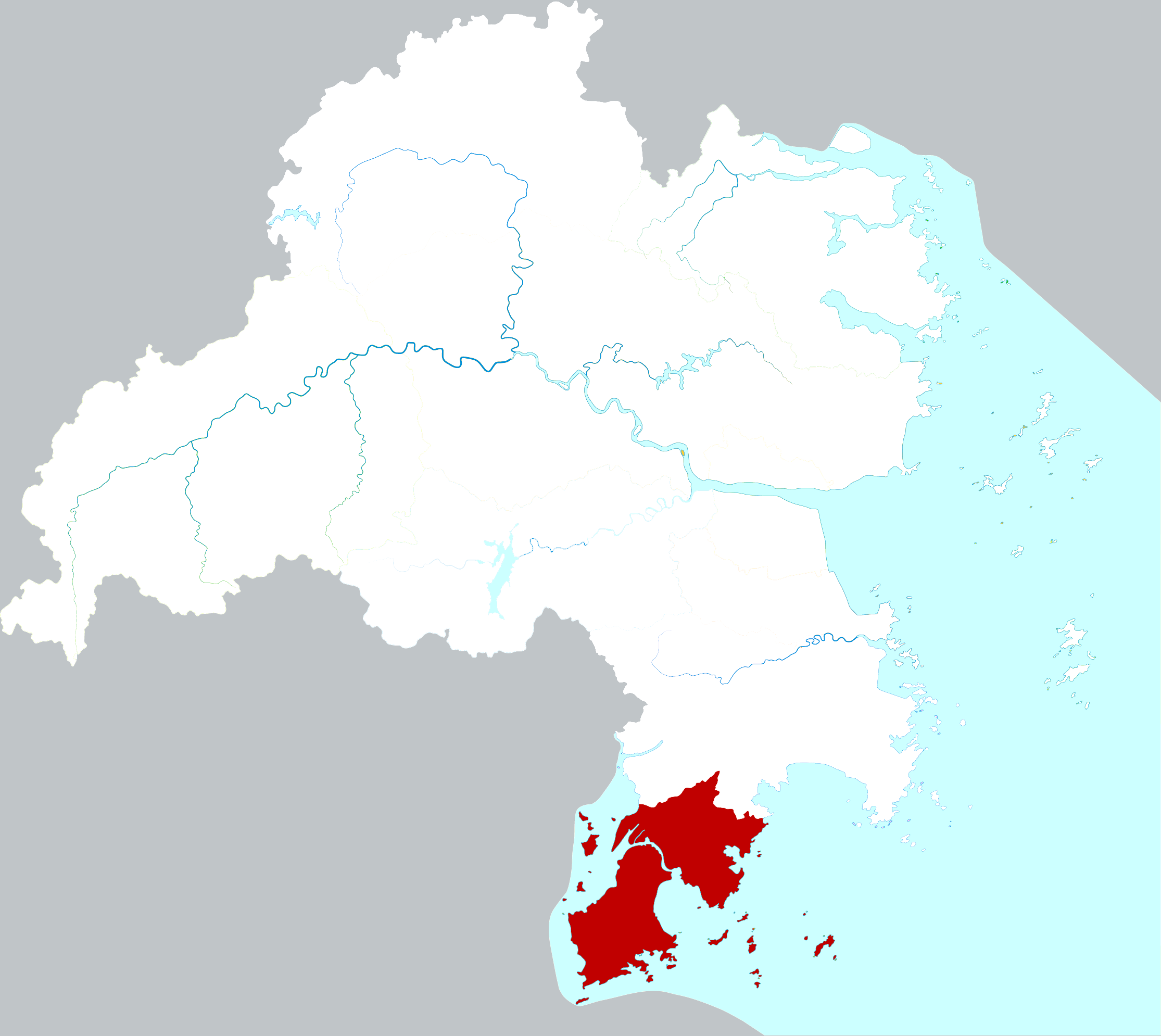
玉环市在台州市的位置。

玉环市位于东经121°05′38″～121°32′29″，北纬28°01′32″～28°19′24″。地处浙江省东南部，台州市东南端，东濒东海，南濒洞头洋与温州市洞头区相连，西、西北隔乐清湾与温州市乐清市相望，北、东北与温岭市接壤。人民政府驻玉城街道东城路6号，电话区号0576，邮政编码317600，距台州市区75千米。 
辖区东西最大距离33.6千米，南北最大距离33.9千米，市域总面积2279平方千米，其中陆域面积378平方千米，海域面积1901平方千米。 
地处华南褶皱系华夏褶皱带泰顺——温州断坳区，地势北高南低，丘陵平原相间，山丘面积248平方千米。地形分为海岛丘陵、滩涂冲积小平原。境内岛屿林立，海礁棋布，全境由楚门—玉环半岛及鸡山、披山、洋屿、大鹿、茅埏、横床等55个岛屿组成。玉环本岛面积170平方千米，是浙江省第二大岛。全市最高峰位于楚门半岛北部清港镇的大雷山，系北雁荡山余脉，海拔443米，最低点位于大麦屿街道大岩头前沿水域-104米。 
五级河道有玉环湖、九眼塘河、芳清河、楚门河、龙溪河、桐丽河、干江河、青沙河、庆澜河、普竹河、玉坎河等11条，总长81千米。河流总长度765千米，河网密度6.2千米／平方千米，径流总量9230万立方米，年排涝量2021万立方米，年最大排涝量5258万立方米。境内最大的河流为玉环湖，从泗头闸至漩门大坝，流经清港、楚门、芦浦3镇，长22千米，流域面积170平方千米。 
境内矿产资源主要有建筑石料、石英、高岭土等。披山洋处于台湾暖流、浙江沿岸流、大陆径流三大水系交汇区，水温适宜，水生生物丰富多样，是鱼、虾、蟹等水产种质资源地，蕴藏着各种鱼类、贝类、水母类等水产品400余种，为省级大黄鱼、梭子蟹水产种质资源保护区。全市海岸线长298千米，绵长曲折，港湾众多，支流小港遍布全市沿海乡村。市境西南的大麦屿港位于温州瓯江口外、乐清湾内，为国家对外开放港区，是全国沿海八大避风锚地之一，可建港口岸线45千米。市境东南的坎门渔港为国家一级渔港，是辽、鲁、江、浙、沪、闽、台等地渔民销售、避风、补给的大型基地和停靠的主要港口。 
属亚热带季风气候，兼有明显的海洋性气候。其特点是常年温暖湿润，四季分明，雨量充沛，日照充足，无霜期较长。多年平均气温17.1℃，1月平均气温7.2℃，极端最低气温-4.5℃；7月平均气温27.6℃，极端最高气34.9℃。最低月均气温1.7℃，最高月均气温31.4℃。平均气温年较差19.9℃，最大日较差17.3℃。无霜期年平均302天，最长达322天，最短为281天。年平均日照时数1850.5小时。0℃以上持续期361天。年平均降水量1350.2毫米，年平均降雨日数为154天，最多达186天，最少为122天。极端年最大雨量1844.8毫米，极端年最少雨量859.5毫米。降雨集中在每年3～9月，6月最多。2017年平均气温18.4℃，年总降水量1053.1毫米，无霜期365天。

## 综合实力

### 生产总值
2018年，实现生产总值580.77亿元，人均生产总值133639元。

### 财政收入
2018年，财政总收入92.38亿元，其中地方财政收入53.34亿元，同比增长分别为10.8%和10.0%。

### 利用外资
2018年，实际利用外资7253万美元。

### 外贸进出口
2018年，实现自营进出口总额273.52亿元，其中自营出口总额263.96亿元。

### 固定资产投资
2018年，完成固定资产投资额为140.5亿元。其中，工业性投资49.8亿元。第三产业投资88.6亿元。全年累计完成项目投资100.9亿元。

### 居民收入
2018年，城镇常住居民人均可支配收入66027元，同比增长8.1%；农村常住居民人均可支配收入32453元，同比增长8.2%。

## 交通
玉环系悬水岛，自漩门海塘修建后，一度成为半岛。2022年底，漩门大坝拆除，玉环重新成为岛屿。陆上对外交通主要通过 226省道（原76省道）连接温岭市。玉环市西距温州龙湾国际机场57.6公里，北至台州路桥机场76公里。 228国道过境玉环。
已经建成通车的浙江省乐清湾大桥及接线工程，结束了玉环市域不通高速的历史。高速通车后，玉环到台州市和路橋機場约40分钟，到温州市和温州龙湾机场约50分钟，到宁波和宁波国际机场约2个多小时，到杭州和杭州萧山国际机场约3个多小时；到雁荡山火车站约25分钟，到乐清、温岭火车站约40分钟，到温州火车站约50分钟。
2016年11月17日，台州市域铁路S1线一期（台州中心站-温岭城南）工程举行开工仪式，2017年6月全线开工，预计2020年通车。而S1线二期工程（温岭城南-玉环坎门）规划也将于2017年6月上报省发改委，力争早日获得国家发改委批复。
玉环的坎门渔港为国家级中心渔港。大麦屿港港口可用岸线32公里，水域宽度4.5公里，港区面积约62平方公里。港区内可建1-5万吨级码头泊位30多个，10万吨级码头泊位20多个，5万吨级船舶自由进出，10万吨级船舶可候潮通行。目前，大麦屿港已开辟大麦屿至营口、青岛与福州、泉州与广州、天津与福州、黄埔、丹东、宁波和台湾基隆8条集装箱航线。
2017年末全市公路通车里程为685公里，本年新建数9公里。年末汽车拥有量达13.57万辆，比上年增长14.3%，其中私人汽车为11.88万辆，增长14.7%。年末拥有机动运输船117艘，其中客船5艘，载客量708客位；货船112艘，总吨位16万吨。
全年完成交通总投入60.53亿元，交通建设投资连续4年领跑台州市。乐清湾大桥及接线工程全线贯通，正式通车指日可待，杭绍台高铁温岭至玉环段初步设计通过评审，漩门湾大桥及接线工程开工建设，228国道玉环段、新城连接线（井分线）进展顺利，76省道龙溪至坎门段改建工程、环岛南路（鄞州至玉环公路坎门至大麦屿段工程）分别完成初步设计、项目建议书批复。

## 語言
玉环区域方言众多，有20余种，主要有玉环话（太平话，吴语的一种）、坎门话（闽南话的一种分支）、陈屿话（闽南话的一种分支）、温州话（吴语瓯江片）等。

## 经济
玉环市经济发达，多次被评为中国百强县之一；玉环在长三角区域经济增长第一，人均消费第一；长三角地区居民人均产值第3，浙江省第一，仅次于江苏省苏州市的昆山、常熟。
汽车零部件产业是玉环工业的第一大产业，水暖阀门产业是玉环工业的第二大产业，工程机械产业是玉环的新兴产业，家具产业、眼镜零配件产业、药械包装产业是玉环工业的特色产业之一，机床产业是玉环制造业的主要组成部分，服务业是玉环的第三产业。此外，港口物流、风景旅游、渔业、特色水果、农业等产业都在玉环较有名。截至2017年底，全市工业企业共有12748家。其中亿元以上企业139家，规上企业743家。2017年，实现工业产值1564亿元，其中规上工业实现产值698亿元。
2017年，台州市政府在玉环挂牌成立台州市南部湾区管理委员会。

## 政治
| 机构     | · 中国共产党 · 玉环市委员会 · 书记 | 玉环市人民代表大会 常务委员会 主任 | 玉环市人民政府 市长 | · 中国人民政治协商会议 · 玉环市委员会 · 主席 |
| -------- | ---------------------------------- | ---------------------------------- | ------------------- | -------------------------------------------- |
| 姓名     | 周阳                               | 施红兵                             | 杜年胜              | 林成辉                                       |
| 民族     | 汉族                               | 汉族                               | 汉族                | 汉族                                         |
| 籍贯     | 浙江省宁波市                       | 浙江省玉环市                       | 浙江省临海市        | 浙江省玉环市                                 |
| 出生日期 | 1982年5月（43歲）                  | 1967年6月（58歲）                  | 1974年10月（50歲）  | 1966年1月（59歲）                            |
| 就任日期 | 2022年2月                          | 2017年2月                          | 2022年2月           | 2017年2月                                    |

截止2018年8月，玉环市下辖玉城街道、坎门街道、大麦屿街道、清港镇、楚门镇、干江镇、沙门镇、芦浦镇、龙溪镇、鸡山乡、海山乡等3街道、6镇、2乡，27个社区、11个居民区、276个行政村。

## 旅游
玉环旅游资源十分丰富，境内有上百座岛屿。拥有两个中国国家4A级旅游景区，五个中国国家3A级旅游景区，一个国家级湿地公园。2017年，全市接待旅客总人数890.94万人次，旅游总收入96.38亿元。

### 大鹿岛景区
位于玉环东南披山洋面上，总面积2平方公里，是中国国家AAAA级旅游景区。上世纪80年代，中国美术学院洪世清教授在岛上以石赋形，以海生动物为题材，创作出秦汉风格岩雕近百件。

### 漩门湾观光农业园
位于玉环与温岭的相邻地带，西濒乐清湾，与雁荡山隔海相望，占地一万余亩，是中国国家AAAA级旅游景区。园内建有大型果园、水景园、垂钓园、百鸟园等。

### 漩门湾国家湿地公园
位于玉环西北部的乐清湾内，与雁荡山隔海而相望，总面积31.48平方公里，是2011年经中国国家林业局批准建立的中国国家湿地公园。园内有鸟类125种，主要经济鱼类106种，野生和栽培植物472种，其中列入《国家重点保护野生植物名录》的植物有15种，是世界濒危物种黑嘴鸥在中国的最主要越冬区之一。

### 龙溪动漫花谷
位于玉环龙溪镇山里村，是中国国家AAA级旅游景区。有四季花田、QQ农场亲子乐园、老炮台等景点。

## 特产
玉环柚：中国地理标志产品。